# Jamiat Ulema-e-Hind
Jamiat Ulema-e-Hind o Jamiat Ulama-I-Hind (transliterado: ''Consejo de Teólogos Musulmanes Indios'') es una de las principales organizaciones de ulemas islámicos de la India, pertenecientes a la escuela de pensamiento deobandi. Su primer presidente electo fue el Muftí Kifayatullah Dehlavi.
El Jamiat fue un activo participante del grupo panislamista Movimiento Khilafat, en colaboración con el Congreso Nacional Indio. También se opusieron a la Partición de la India, tomando la posición de que los musulmanes y no musulmanes debían formar una nación única. Como resultado, esta organización tuvo una pequeña organización separatista llamada Jamiat Ulema-e-Islam, el cual apoya el Movimiento por Pakistán.

## Inicio y fundadores
Jamiat Ulema-e-Hind fue fundada en 1919, por los ulemas y maulanas Mehmood Hasan, Syed Husain Ahmad Madani, Ahmed Saeed Dehlvi, Kifayatullah Dehlavi, Muhammad Naeem Ludhianvi, Ahmed Ali Lahori, Bashir Ahmad Bhatta, Anwar Shah Kashmiri, Abdul Haq Akorwi, Abdul Haleem Siddiqui, Noor u Din Bihari  y Abdul Bari Firangi Mahali.

## Movimiento por la independencia
Durante el Raj británico, la organización deobandi establecida en la ciudad Deoband estaba contra la dominio británico en la India y clamaba por una India unificada, oponiéndose a la formación de un estado aparte, solo para indios musulmanes. También era miembro de la Conferencia Musulmana Azad, el cual contenía varias organizaciones islámicas que defendían una India unida.

## Partición de la India
Husain Ahmad Madani, director de la universidad islámica Darul Uloom Deoband (1927–1957) y destacado ulema deobandi, sostuvo que los musulmanes eran sin lugar a dudas, parte de una India unida y que la unidad indo-musulmana era necesaria para la libertad del país. Colaboró estrechamente con el Congreso Nacional Indio hasta que la Partición de la India fue llevada a cabo. Una facción bajo el liderazgo de Shabbir Ahmad Usmani que defendía la creación de Pakistán se escindió en 1945, para apoyar la Liga Musulmana. Esta facción llegó a ser conocida como Jamiat Ulema-e-Islam, y actualmente es un partido político que opera en Pakistán.
El politólogo Ishtiaq Ahmed declaró que, a cambio de su apoyo, el Jamiat obtuvo la promesa por parte del liderazgo hindú, de que el Estado no interferirá con el Derecho Personal Musulmán en la India. Hasta ahora, el Estado hindú ha mantenido su palabra pero, según Ishtiaq Ahmed, eso ha llevado a que los musulmanes hindúes se vean aislados.

## Estado actual
El Jamiat posee una red organizativa que se extiende por toda la India. También posee un periódico de habla urdu llamado Al-Jamiyat. El Jamiat ha propuesto una base teológica para su filosofía nacionalista. La tesis es que los musulmanes y no musulmanes han firmado un contrato mutuo en la India, desde la independencia, con el fin de establecer un Estado secular. La Constitución de India representa este contrato. Esto se conoce en urdu como mu'ahadah. En consecuencia, como los representantes electos de la comunidad musulmana apoyaron y juraron lealtad a este mu'ahadah, también es responsabilidad de los indios musulmanes su apoyo hacia la Constitución de India. Este mu'ahadah es similar a la Carta de Medina, firmado anteriormente entre musulmanes y judíos en Medina. En 2009, Jamiat Ulema-e-Hind dijo que los hindúes no deberían llamarse kafirs (infieles), incluso aunque el término solamente signifique ''no musulmanes'', porque su uso puede ofender a alguien.
En 2008, en un sorpresivo incidente, el Jamiat se dividió en dos facciones. El presidente interino Arshad Madani tomó medidas para constituir un nuevo consejo ejecutivo para reemplazar al anterior. Esto provocó que la antigua facción bajo el mando de Mahmood Madani expulsara a Arshad de su cargo, e iniciada una moción de desconfianza contra él. El grupo de Arshad Madani afirma que aquella moción es en sí misma nula, ya que el consejo ejecutivo en cuestión ya se había disuelto, y se había constituido uno nuevo, mientras que la otra facción afirmaba que la constitución de una nueva facción carecía de fundamento jurídico. Ambos lados afirman que la secuencia de eventos fue tal, que favorece sus causas, y que ambos están trabajando por la causa del país y la comunidad. En 2008, Mohammad Usman Mansoorpuri es elegido presidente sin oposición.

## Obras académicas sobre Jamiat Ulama-e-Hind
- Tarikh Jamiat Ulama-e-Hind, de Nizamuddin Asir Adrawi, quien escribió el libro en urdu, en dos volúmenes que complementan un total de 941 páginas. El primer volumen fue completado el 2 de junio de 1981, y el segundo volumen lo fue el 5 de abril de 1999.[13]
- A Study of Jamiat Ulama-e-Hind with special reference to Maulana Hussain Ahmed Madani In Freedom Movement (A.D. 1919-A.D.1947). Tesis doctoral de Syeda Lubna Shireen sobre el Jamiat Ulema-e-HInd, bajo la supervisión de Syeda Rizwana Tabassum, en la Universidad Dr. Babasaheb Ambedkar Marathwada.[14]

## Un siglo de existencia
En 2019, Jamiat Ulema-e-Hind celebró el centenario de su fundación en 1919.